# Jean-Pierre Serre
Jean-Pierre Serre, francoski matematik, * 15. september 1926, Bages pri Narbonneu, Pyrénées-Orientales, Francija.
Serre je eden vodilnih matematikov 20. stoletja. Raziskuje na področju algebrske geometrije, teorije števil in topologije. Leta 1954 je v Amsterdamu skupaj s Kodairom prejel Fieldsovo medaljo, leta 2000 skupaj z Bottom Wolfovo nagrado za matematiko in leta 2003 kot prvi Abelovo nagrado.

## Življenje in delo
Hodil je na Lycée de Nîmes, med letoma 1945 in 1948 je študiral na École Normale Supérieure v Parizu. V letu 1951 je doktoriral na Sorboni. Med letoma 1948 in 1954 je bil v Narodnem znanstvenem raziskovalnem središču (Centre national de la recherche scientifique (CNRS)) v Parizu. Trenutno je profesor na Francoskem kolegiju (Collège de France).
Že od zgodnje mladosti je bil izjemna oseba Cartanove šole. Raziskoval je na področju algebrske topologije, večkratnih kompleksnih spremenljivk, komutativne algebre in algebrske geometrije v smislu teorije svežnjev in tehnik homološke algebre. Njegova disertacija je obravnavala Leray-Serreovo spektralno zaporedje v povezavi z vlaknenjem. Skupaj s Cartanom je uvedel tehnike za računanje homotopijskih grup sfer s pomočjo Eilenberg-MacLaneovih prostorov, kar je bil tedaj eden od glavnih problemov v topologiji.
V svojem govoru ob podelitvi Fieldsovih medalj leta 1954 je Weyl zelo pohvalil Serrea in poudaril, da so medaljo prvič podelili algebristu. Serre je kasneje začel raziskovati drugod. Menil je, da je teorija homotopij, kjer je začel, že preveč tehnična. Weylova predstava, da je osrednje mesto klasične analize izzvala abstraktna algebra, je bila kasneje opravičena, kakor tudi njegova ocena Serreove vloge v tej spremembi.